# Episodi di Maverick (prima stagione)
La prima stagione della serie televisiva Maverick è andata in onda negli Stati Uniti dal 22 settembre 1957 al 13 aprile 1958 sulla ABC.
| nº | Titolo originale          | Titolo italiano | Prima TV USA      | Prima TV Italia |
| -- | ------------------------- | --------------- | ----------------- | --------------- |
| 1  | War of the Silver Kings   |                 | 22 settembre 1957 |                 |
| 2  | Point Blank               |                 | 29 settembre 1957 |                 |
| 3  | According to Hoyle        |                 | 6 ottobre 1957    |                 |
| 4  | Ghost Rider               |                 | 13 ottobre 1957   |                 |
| 5  | The Long Hunt             |                 | 20 ottobre 1957   |                 |
| 6  | Stage West                |                 | 27 ottobre 1957   |                 |
| 7  | Relic of Fort Tejon       |                 | 3 novembre 1957   |                 |
| 8  | Hostage                   |                 | 10 novembre 1957  |                 |
| 9  | Stampede                  |                 | 17 novembre 1957  |                 |
| 10 | The Jeweled Gun           |                 | 24 novembre 1957  |                 |
| 11 | The Wrecker               |                 | 1º dicembre 1957  |                 |
| 12 | The Quick and the Dead    |                 | 8 dicembre 1957   |                 |
| 13 | The Naked Gallows         |                 | 15 dicembre 1957  |                 |
| 14 | Comstock Conspiracy       |                 | 29 dicembre 1957  |                 |
| 15 | The Third Rider           |                 | 5 gennaio 1958    |                 |
| 16 | Rage for Vengeance        |                 | 12 gennaio 1958   |                 |
| 17 | Rope of Cards             |                 | 19 gennaio 1958   |                 |
| 18 | Diamond in the Rough      |                 | 26 gennaio 1958   |                 |
| 19 | Day of Reckoning          |                 | 2 febbraio 1958   |                 |
| 20 | The Savage Hills          |                 | 9 febbraio 1958   |                 |
| 21 | Trail West to Fury        |                 | 16 febbraio 1958  |                 |
| 22 | The Burning Sky           |                 | 23 febbraio 1958  |                 |
| 23 | The Seventh Hand          |                 | 2 marzo 1958      |                 |
| 24 | Plunder of Paradise       |                 | 9 marzo 1958      |                 |
| 25 | Black Fire                |                 | 16 marzo 1958     |                 |
| 26 | Burial Ground of the Gods |                 | 30 marzo 1958     |                 |
| 27 | Seed of Deception         |                 | 13 aprile 1958    |                 |

## War of the Silver Kings
- Diretto da: Budd Boetticher
- Scritto da: James O'Hanlon (sceneggiatura) e C. B. Glascock (soggetto)

### Trama
- Guest star: Edmund Lowe (Phineas King), John Litel (Joshua Thayer), Leo Gordon (Big Mike McComb), Carla Merey (Edie Stoller), John Hubbard (giudice Richard Bixby), Robert Griffin (Finnelly), Fred Sherman (John Stoller), Bob Steele (Jackson), Donald Kirke (Crane), Lane Chandler (Lawson), Paul Baxley (Telegram Boy), Frank Sully (barista), Harry Harvey (addetto al telegrafo), Hal Taggart (Harris), Kermit Maynard (Impiegato di corte), Max Wagner (frequentatore bar), Gil Perkins (minatore), Zon Murray (minatore), Paul McGuire (minatore)

## Point Blank
- Diretto da: Budd Boetticher
- Scritto da: Roy Huggins (sceneggiatura) e Howard Browne (soggetto)

### Trama
- Guest star: Karen Steele (Molly Gleason), Mike Connors (Ralph Jordan), Richard Garland (sceriffo Wes Corwin), Peter Brown (Chris Semple), John Harmon (Nelson), Benny Baker (Mike Brill), Zon Murray (Fletcher), Robert Foulk (Moose)

## According to Hoyle
- Diretto da: Budd Boetticher
- Scritto da: Russell Hughes

### Trama
- Guest star: Tol Avery (George Cross), Diane Brewster (Samantha Crawford), Robert Carson (Kittredge), Tyler McVey (Hayes), Jay Novello (Henry Tree), Walter Reed (Bledsoe), Ted de Corsia (Joe Riggs), Esther Dale (Ma Braus), Leo Gordon (Big Mike McComb), Sailor Vincent (uomo), Don Turner (Hamhead)

## Ghost Rider
- Diretto da: Leslie H. Martinson
- Scritto da: Marion Hargrove

### Trama
- Guest star: Joanna Barnes (Mary Shane), Edd Byrnes (The Kid), John Cliff (Deputy), Stacy Keach, Sr. (sceriffo), Rhodes Reason (Hank Foster/Felton), Willard Sage (Bert Nicholson), Dan Sheridan (Sideburns), Charles Tannen (Stableman)

## The Long Hunt
- Diretto da: Douglas Heyes
- Scritto da: DeVallon Scott

### Trama
- Guest star: Tommy Farrell (Lefty Dolan), Joan Vohs (Martha Ferris), James Anderson (Whitey), Richard Crane (Jed Ferris), Harry Harvey (conducente della diligenza), Rory Mallinson (sceriffo), Richard Webb (Ben Maxwell), Richard Reeves (Rex)

## Stage West
- Diretto da: Leslie H. Martinson
- Scritto da: George F. Slavin (sceneggiatura) e Louis L'Amour (soggetto)

### Trama
- Guest star: Ray Teal (Mart Fallon), Peter Brown (Rip Fallon), Edd Byrnes (Wes Fallon), Michael Dante (Sam Harris), Erin O'Brien (Linda Harris), Chubby Johnson (Simmons), Jim Bannon (Matson), Fern Barry (Ella Taylor), Howard Negley (sceriffo Tibbs), Buddy Shaw (Dave Taylor)

## Relic of Fort Tejon
- Diretto da: Leslie H. Martinson
- Scritto da: Jerry Davis

### Trama
- Guest star: Maxine Cooper (Donna Seely), Dan Tobin (Howard Harris), Earle Hodgins (Johnson), Fredd Wayne (Honest Carl Jimson), Rush Williams (Deputy), Sheb Wooley (sceriffo), Lou Krugman (Ferguson), Kem Dibbs (Connors)

## Hostage
- Diretto da: Richard L. Bare
- Scritto da: Gerald Drayson Adams

### Trama
- Guest star: John Harmon (Ziggy), Mickey Simpson (Jubal), Trevor Bardette (ispettore Marvin), Stephen Bekassy (Andre Devereaux), Laurie Carroll (Yvette Devereaux), Jean Del Val (Anton Riviage), Don Durant (Jody Collins), Wright King (Rick)

## Stampede
- Diretto da: Abner Biberman
- Scritto da: Gerald Drayson Adams

### Trama
- Guest star: Efrem Zimbalist Jr. (Dandy Jim Buckley), Rand Brooks (Jack Blair), Mark Tapscott (Deputy), Chris Alcaide (Tony Cadiz), Marshall Bradford (Marshal Hunt), Pat Comiskey (Battling Krueger), Pamela Duncan (Coral Stacey), Jim Hayward (minatore), Mike Lane (Noah Perkins), Joan Shawlee (Madame Pompey)

## The Jeweled Gun
- Diretto da: Leslie H. Martinson
- Scritto da: Roy Huggins

### Trama
- Guest star: Kathleen Crowley (Daisy Harris), Roy Barcroft (The Cattleman), Stephen Colt (George Seevers), Terence de Marney (Snopes), Dean Fredericks (Mitchell), Alfred Hopson (Carter), Miguel Ángel Landa (Henrique Felipe), Tom McKee (LeMasa Sheriff), James Parnell (sceriffo), Ezelle Poule (Mrs. Adams), Doug McClure (impiegato dell'hotel)

## The Wrecker
- Diretto da: Franklin Adreon
- Scritto da: Russell Hughes (sceneggiatura) e Robert Louis Stevenson (soggetto)

### Trama
- Guest star: Patric Knowles (Paul Carthew), Karl Swenson (capitano Nares), Thomas Browne Henry (Auctioneer), Maurice Manson (Bellairs), Bartlett Robinson (Longhurst), Murvyn Vye (Craven), Allen Kramer (Jerome Brous)

## The Quick and the Dead
- Diretto da: Douglas Heyes
- Scritto da: Douglas Heyes

### Trama
- Guest star: Gerald Mohr (Doc Holliday), Marie Windsor (Cora), John Vivyan (John Stacey), Hal Hopper (Jim Elkins), Robert Keys (Parker), Sam Buffington (Ponca), Gordon Barnes (Marshal)

## The Naked Gallows
- Diretto da: Abner Biberman
- Scritto da: Howard Browne

### Trama
- Guest star: Mike Connors (sceriffo Fillmore), Fay Spain (Ruth Overton), Ed Kemmer (Clyde Overton), Jeanne Cooper (Virginia Cory), Sherry Jackson (Annie Haines), Morris Ankrum (Joshua Haines), Bing Russell (Tyler Brink), Richard H. Cutting (Cardoza)

## Comstock Conspiracy
- Diretto da: Howard W. Koch
- Scritto da: Gene Levitt

### Trama
- Guest star: Ruta Lee (Ellen Bordeen), Ed Prentiss (John Bordeen), Arthur Batanides (Brock), Terry Frost (sceriffo), Percy Helton (Vincent), Werner Klemperer (Alex Jennings), Oliver McGowan (Jerome Horne), Boyd 'Red' Morgan (conducente della diligenza)

## The Third Rider
- Diretto da: Franklin Adreon
- Scritto da: George F. Slavin

### Trama
- Guest star: Kasey Rogers (Dolly), Morris Lippert (Jimmy Ellis), Frank Faylen (Red Harrison), Michael Dante (Turk Mason), Dennis McCarthy (Deputy Collins), Roberto Contreras (Jose), Dick Foran (sceriffo Edwards), Barbara Nichols (Blanche)

## Rage for Vengeance
- Diretto da: Leslie H. Martinson
- Scritto da: Marion Hargrove (sceneggiatura) e Roy Huggins (soggetto)

### Trama
- Guest star: John Russell (John Grimes), Gage Clarke (Bradshaw), Jonathan Hole (impiegato), Russ Conway (sceriffo), William Forrest (banchiere), Catherine McLeod (Margaret Ross), Bill Bailey (dottore), Lewis Martin (Andrew Wiggins)

## Rope of Cards
- Diretto da: Richard L. Bare
- Scritto da: R. Wright Campbell

### Trama
- Guest star: William Reynolds (Bill Gregg), Joan Marshall (Lucy Sutter), Tol Avery (John Sloane), Will Wright (Jabe Hollock), Emile Meyer (Pike), Don Beddoe (Price), Frank Cady (Hamelin), Harry Cheshire (giudice), Ken Christy (sceriffo), Harry Harvey (titolare del negozio), Robert Lynn (dottore), Tom Monroe (Slim), George O'Hanlon (Caldwell), Hugh Sanders (Blaine)

## Diamond in the Rough
- Diretto da: Douglas Heyes
- Scritto da: Marion Hargrove (sceneggiatura) e Roy Huggins (soggetto)

### Trama
- Guest star: Jacqueline Beer (Henrietta), Terence de Marney (Murphy), I. Stanford Jolley (McClure), Sig Ruman (capitano Steeger), Lili Valenty (Madame), Otto Waldis (Scarf), Fredd Wayne (Van Buren Kingsley), Patrick Whyte (Selby)

## Day of Reckoning
- Diretto da: Leslie H. Martinson
- Scritto da: Carey Wilber

### Trama
- Guest star: Gus Wilson (Roy Hingle), Virginia Gregg (Amy Hardie), Mort Mills (Red Scanlon), Willard Sage (George Buckner), Tod Griffin (Jack Wade), Jon Lormer (Somers), James McCallion (Charlie), Russell Thorson (Marshal Hardie), Murvyn Vye (Wilson), Jean Willes (Lil), Troy Melton (Harry), John Dennis (cowboy)

## The Savage Hills
- Diretto da: Douglas Heyes
- Scritto da: Gerald Drayson Adams

### Trama
- Guest star: Diane Brewster (Samantha Crawford), Stanley Andrews (sceriffo Galt), John Dodsworth (Clayton Palmer), Thurston Hall (giudice), Peter Whitney (Gunnerson)

## Trail West to Fury
- Diretto da: Alan Crosland, Jr.
- Soggetto di: Joseph Chadwick

### Trama
- Guest star: Efrem Zimbalist Jr. (Dandy Jim Buckley), Aline Towne (Laura Miller), Gene Nelson (Jim Hazlit), Charles Fredericks (Jessie Hayden), Don Kelly (Jett), Paul Fierro (Miguel), Paul Savage (Tall Man), Russ Bender (dottore), James Hope (tenente), Holly Bane (1st Johnny Reb)

## The Burning Sky
- Diretto da: Gordon Douglas
- Scritto da: Russell Hughes

### Trama
- Guest star: Whitney Blake (Letty French), Joanna Barnes (Mrs. Baxter), Gerald Mohr (Johnny Ballero), Douglas Kennedy (Connors), Phillip Terry (Chick Braus), Syd Saylor (Depot Master)

## The Seventh Hand
- Diretto da: Richard L. Bare
- Soggetto di: Howard Browne

### Trama
- Guest star: Diane Brewster (Samantha Crawford), Sam Buffington (Logan), James Philbrook (Sloan), Myrna Dell (Anita), Joseph V. Perry (Pritchard), Byron Foulger (impiegato dell'hotel), Damian O'Flynn (Mr. Tabor), Francis DeSales (Mr. Gilling), Bob Steele (Wells), Sydney Mason (dottor Lockridge), Charles Quigley (Mr. Banning), Jay Jostyn (Mr. Fayette)

## Plunder of Paradise
- Diretto da: Douglas Heyes
- Scritto da: Douglas Heyes

### Trama
- Guest star: Ruta Lee (Dolly Muldoon), Jay Novello (Paco Torres), Leo Gordon (Big Mike McComb), Rico Alaniz (Fernando), Nacho Galindo (Morales), Eugene Iglesias (Ricardo), Jorge Moreno (Uhaldo), Roberto Contreras (Alfredo), Joan Weldon (Grace Wheeler), Miguel López (Diego)

## Black Fire
- Diretto da: Leslie H. Martinson
- Scritto da: Marion Hargrove (sceneggiatura) e Howard Browne (soggetto)

### Trama
- Guest star: Will Wright (generale Eakins), Emory Parnell (Lonnie), Charles Bateman (Jim), Theona Bryant (Hope), George O'Hanlon (Elmo), John Vivyan (Millard), Harry Harvey, Jr. (Seeby), Hans Conried (Homer Eakins), Jane Darwell (Mrs. Knowles), Dan Sheridan (Luther), David McMahon (sceriffo), Edith Leslie (Elizabeth), Jimmy Horan (Pliney)

## Burial Ground of the Gods
- Diretto da: Douglas Heyes
- Scritto da: Douglas Heyes

### Trama
- Guest star: Nancy Gates (Laura Stanton), Robert Lowery (Paul Asher), Charles Cooper (Phillip Stanton), Raymond Hatton (Stableman), Claude Akins (Paisley Briggs), Saundra Edwards (Lottie)

## Seed of Deception
- Diretto da: Richard L. Bare
- Scritto da: Montgomery Pittman

### Trama
- Guest star: Bing Russell (Russ Aikens), Frank Ferguson (sceriffo McPeters), Gerald Mohr (Doc Holliday), Guy Wilkerson (Cecil Mason), Ron Hayes (Max Evans), Myron Healey (Jim Mundy), Joi Lansing (Doll Hayes), Herbert Lytton (dottor Teller), Adele Mara (Jane Mundy), Frances Morris (Mrs. Pierce), Terry Rangno (Grady Lester), Clem Fuller (conducente della diligenza)